# Afonso Furtado de Castro do Rio de Mendonça
Afonso Furtado de Castro do Rio de Mendonça (Lisboa, ca. 1610 — Salvador (Bahia), 1675), militar e administrador colonial português do século XVII. 
Foi agraciado por Carta de D. Pedro, Príncipe Regente de D. Afonso VI de Portugal, com o título de visconde do Barbacena por carta de 19 de dezembro de 1661, título que continuou nos seus descendentes.
Comendador da Ordem de Cristo, 5.º senhor da vila de Barbacena de juro e herdade, general de artilharia e cavalaria na província do Alentejo, governador das armas da Beira, do partido de Castelo Branco, do conselho de guerra, governador e capitão-general do Brasil. Serviu na Guerra da Aclamação de D. João IV de Portugal, em que se tornou muito distinto. A nomeação de governador e capitão-general do Brasil é de 1671, e durante o tempo do seu governo, ordenou a exploração das minas de esmeraldas.
Ocupou o cargo de Governador-Geral do Estado do Brasil quatro anos, entre 1671 e 1675, quando ali morreu em 8 de outubro.
A 30 de abril de 1672 deu carta patente de primeiro chefe da empresa de descobrir minas e pedras preciosas no sertão brasileiro, o bandeirante Fernão Dias, de São Paulo, chefe de uma grande bandeira com o pomposo título de «governdor das esmeraldas e da conquista dos índios Mapaxós.»
O historiador mineiro Diogo de Vasconcelos, porém, em sua «História das Minas Gerais», fala em carta patente de 20 de outubro de 1672, com os poderes de estilo, nomeando-o chefe e governador de sua leva e das esmeraldas. Esta bandeira famosíssima não descobre esmeraldas mas desvenda terras ainda desconhecidas e torna célebre o nome de Fernão Dias Pais.
Comenta o livro «Ensaios Paulistas», Editora Anhambi, São Paulo, 1958, página 636: «Quer-nos parecer que a este Governador Geral se deve o mais longínquo emprego até hoje divulgado do adjetivo ´paulista´,  ocorrente numa ordem expedida em 27 de julho de 1671. O gentílico deve ter-se generalizado rapidamente. Na documentação municipal de São Paulo aparece pela primeira vez em ata de 27 de janeiro de 1695.»
Segundo «Nobreza de Portugal», Tomo II, página 371, teria  consagrado «enorme actividade à exploração interior da colónia,  em especial o sertão do Piauí, sendo cruel na repressão das pequenas rebeldias dos indígenas. Também enviou uma expedição de castigo a Angola, submetendo alguns sobas que não obedeciam aos que, do Brasil, iam ali abastecer-se de escravos negros. Teve a miragem das minas de esmeraldas e de prata. Um explorador que achara um jazigo deste metal interessou-o na exploração. O governador mandou do Reino um filho, Jorge Furtado de Mendonça, espalhar a boa nova e conseguiu os elementos de exploração. Mas o explorador morreu de repente sem deixar nota do local do jazigo e o facto encheu o governador de tão profundo desgosto que pouco tempo depois sucumbiu.»

## Dados genealógicos
Filho de Jorge Furtado de Mendonça, 4.º senhor de  Barbacena de juro e herdade, comendador da Ordem de Cristo, alcaide-mor do Castelo da Covilhã, e de sua mulher Mariana de Vilhena, filha de Aires Teles da Silva, alcaide-mor do Castelo da Covilhã.
Casou-se com sua prima  D. Maria de Távora, última filha de João Furtado de Mendonça. 
Seu filho Jorge Furtado de Mendonça, morto em 1708, foi o 2º visconde de Barbacena.